# 端木仁
端木仁（生卒年待考证），男，漢族，溧水山（今烏山鄉）人。明朝官員。

## 生平
明朝初年與其弟端木智同為史官，永樂年間任翰林院待詔，曾經出使朝鮮。

## 家族成員
父端木以善，明朝洪武年間任刑部尚書。
弟端木智，明朝永樂年間任兵部員外郎。